# Iklanberény
Iklanberény – wieś na Węgrzech, w komitacie Vas, w powiecie Kőszeg, 9 km od Csepregu.
W 2014 zamieszkiwało ją 40 osób, a w 2015 39 osób.
Burmistrzem wsi jest Pál Berényi.
W 2001 roku rozkład populacji względem narodowości i przynależności etnicznej wyglądał następująco:
- Węgrzy – 100%

Ze względu na wyznawaną religię struktura mieszkańców kształtowała się w 2001 roku następująco:
- Katolicy rzymscy – 90,2%
- Nie podano – 9,8%